# Харіс Сілайджич
Харіс Сілайджич (босн. Haris Silajdžić; 1945) - боснійсько-герцоговинський державний діяч і дипломат.

## Біографія
Народився 1 жовтня 1945 року. Вчений-ісламознавець.
З 1990 по 1993 — міністр закордонних справ Боснії та Герцеговини.
З 1993 по 1996 — Прем'єр-міністр Боснії та Герцеговини. Підписав Вашингтонську і Сплітську угоди. Брав участь у підготовці Дейтонських угод. 
З листопада 2006 — член Президії Боснії та Герцеговини (колективний орган управління державою) від боснійської громади.